# Alla Nazímova
Alla Nazímova (en ruso: Алла Назимова, 22 de mayojul./ 3 de junio de 1879greg.-13 de julio de 1945) fue una actriz y productora cinematográfica y teatral ruso-estadounidense, además de guionista. 
A menudo es conocida únicamente como Nazimova, y también fue llamada Alia Nasimoff.

## Biografía
Su verdadero nombre era Mariam Edez Adelaida Leventon (Мириам Эдес Аделаида Левентон), y era hija de Yakov Leventon y Sonya Horowitz, familia de origen judío, que vivía en Yalta, Crimea, entonces parte del Imperio ruso. Sus padres se separaron y, como consecuencia de ello, pasaba el tiempo entre la escuela, hogares ajenos y parientes. Esto le produjo una alteración emocional que la rebeló contra la autoridad como un medio de ganar la atención. Fue una niña precoz, y a los siete años tocaba el violín. Siendo adolescente empezó a interesarse por el teatro y siguió clases en la academia de interpretación de Moscú, antes de entrar en el Teatro del Arte de Moscú de Konstantín Stanislavski, con el nombre de «Alla Nazímova», y posteriormente con el de «Nazimova» únicamente. Su nombre artístico derivaba de la combinación de Adelaida con Nadezhda Nazimova (la heroína de la novela rusa Niños de las calles), a quien ella admiraba. Se casó con Serguéi Golovín, un compañero actor, en 1899; el matrimonio era «únicamente nominal», y los dos nunca llegaron a divorciarse legalmente.

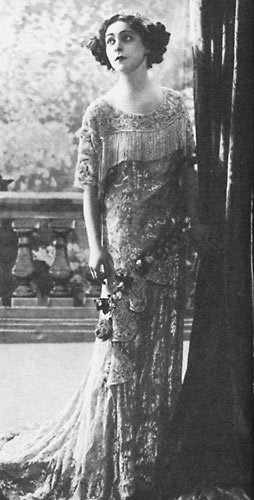
Nazimova en la obra de Broadway de 1911 The Marionettes.

La carrera teatral de Nazimova floreció pronto y en 1903 era una estrella en Moscú y San Petersburgo. Viajó por Europa, actuando en Londres y Berlín, junto a su amigo Pável Orlenev, un actor y productor. En 1905, ambos se trasladaron a Nueva York, y fundaron un teatro en lengua rusa en el Lower East Side. La aventura no tuvo éxito y Orlenev volvió a Rusia, aunque Nazimova se quedó en Nueva York.
Firmó contrato con el productor Henry Miller y debutó en Broadway en 1906 con éxito tanto de crítica como de público. Se hizo extremadamente popular con rapidez (un teatro recibió su nombre) y siguió brillando en Broadway durante años, a menudo actuando en obras de Henrik Ibsen y Antón Chéjov.
Nazimova debutó en el cine mudo en 1916, gracias a la notoriedad conseguida en una obra de 35 minutos de duración de 1915 titulada War Brides. Ésta llamó la atención de Lewis J. Selznick. En los años siguientes rodó un gran número de filmes muy exitosos que le proporcionaron unos ingresos considerables. En 1917, ganaba 30 000 dólares por película, con un premio de 1.000 dólares por cada día filmado. Con ello conseguía 13.000 dólares a la semana. En esa época, la actriz Mary Pickford ganaba únicamente 3.000 dólares semanales.
En 1918, con 39 años, Nazimova tenía bastante experiencia para empezar a producir y escribir películas en las cuales también actuaba. En sus adaptaciones de autores tan importantes como Oscar Wilde e Ibsen, desarrolló sus propias técnicas fílmicas, consideradas atrevidas para la época. Sus proyectos, incluyendo Casa de muñecas (1922), basada en la obra de Ibsen, y Salomé (1923), basada en un trabajo de Oscar Wilde, tuvieron poco éxito de público y perdió con ellos una cantidad importante de dinero.

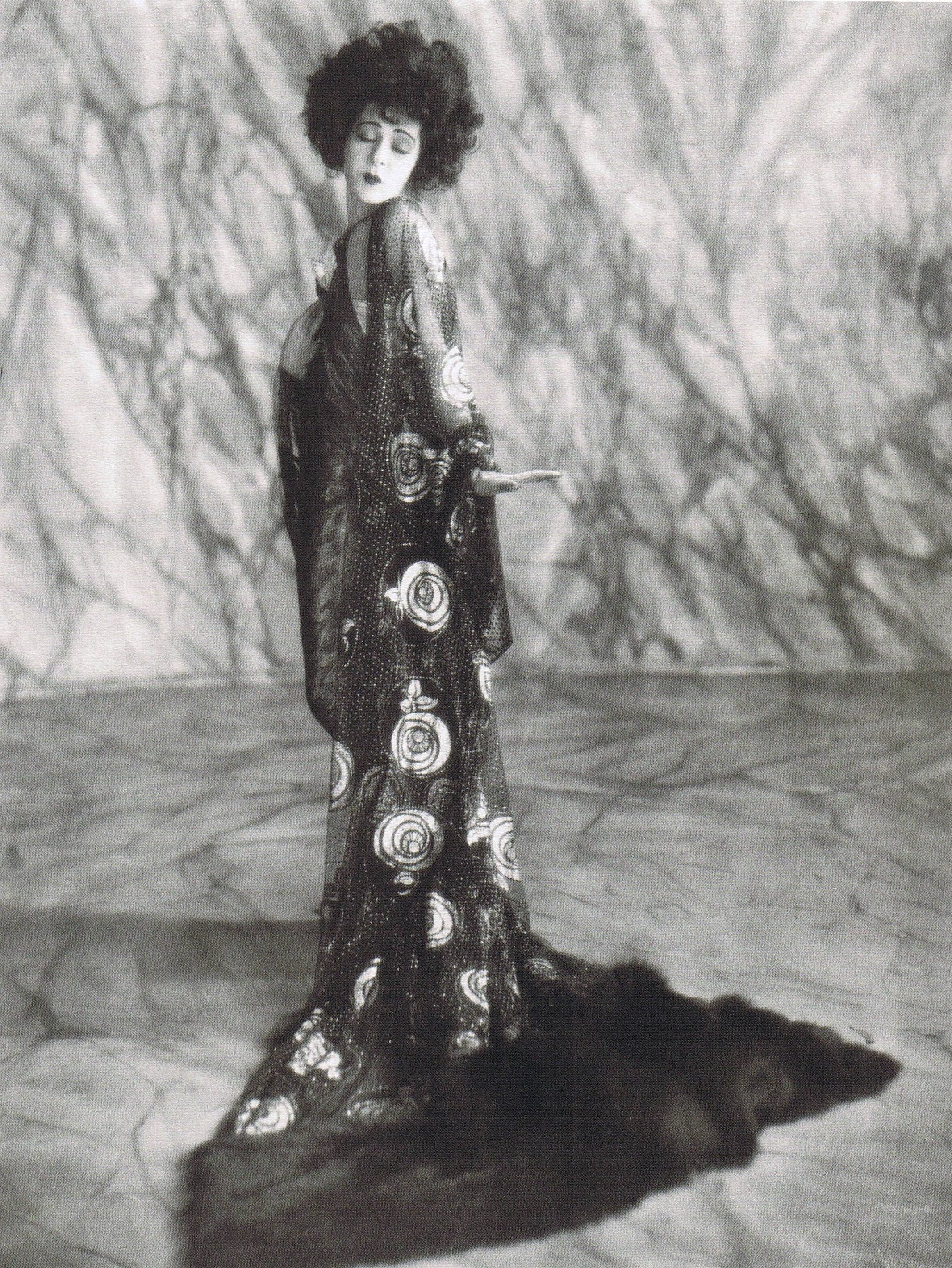
Alla Nazimova fotografiada por Arthur Rice como Marguerite Gautier en Camille.

Hacia 1925, ya no pudo afrontar la inversión económica que suponía la producción cinematográfica, motivo por el cual dejó el cine y volvió a actuar en Broadway hasta comienzos de los años cuarenta, cuando volvió a trabajar en unos pocos filmes, presumiblemente por necesidades económicas. Dos de sus papeles más conocidos actualmente son el de la madre del personaje de Robert Taylor en Escape (1940) y el de la madre del personaje de Tyrone Power en el film Sangre y arena (Blood and Sand; 1941).[cita requerida]
Su vida privada dio paso a muchos rumores sobre fiestas estrafalarias y libertinas en su mansión de Sunset Boulevard, conocida como El jardín de Alá, construida en 1919, la cual en 1927 se convirtió en un complejo de hotel y apartamentos. En años posteriores, ella continuó viviendo en una de las viviendas. Nazimova vivió un matrimonio de conveniencia, pues ambos eran homosexuales, con Charles Bryant (1879-1948), un actor de Nueva York, entre 1912 y 1925.

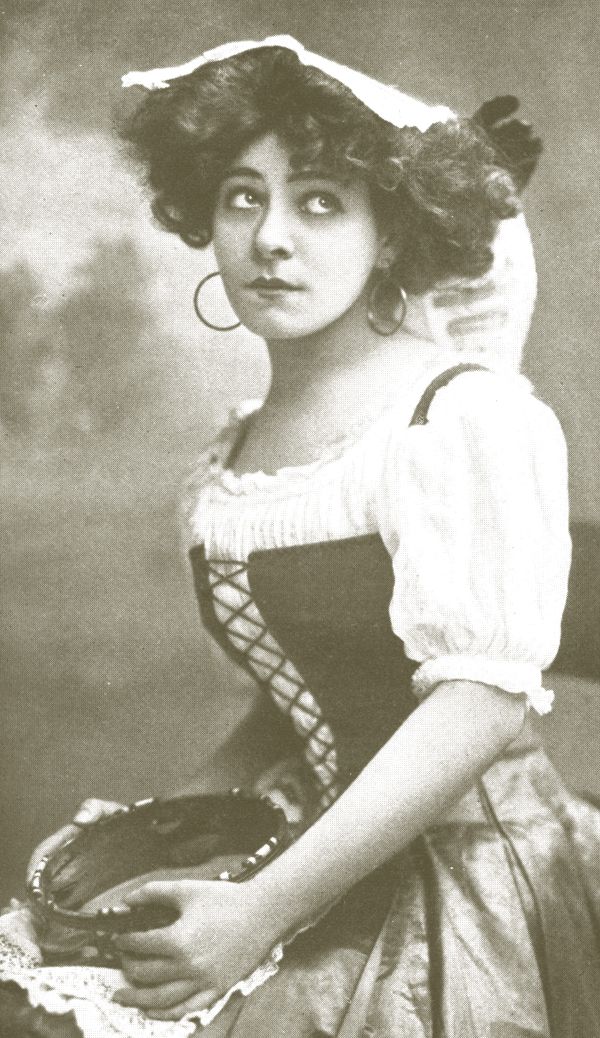
Nazimova en el film de 1922 Casa de muñecas.

Entre los años 1917 y 1922, Nazimova tuvo una considerable influencia y poder en Hollywood. Era extremadamente generosa con las jóvenes actrices de talento y en ocasiones llegó a mantener relaciones sentimentales con algunas de ellas. Un ejemplo notable fue Anna May Wong, cuyo primer papel llegó en la película The Red Lantern como extra a los catorce años de edad. Ayudó también a iniciar las carreras de las esposas de Rodolfo Valentino, Jean Acker y Natacha Rambova. Nazimova tuvo una relación sentimental con Acker, pero se debate si su amistad con Rambova llegó alguna vez a una aventura amorosa (hubo rumores acerca de una relación homosexual entre Nazimova y Rambova – se mencionan en Dark Lover, la biografía de Rodolfo Valentino escrita por Emily Leider – aunque nunca llegaron a confirmarse). Nazimova  quedó impresionada por el trabajo de Rambova como directora artística, y Rambova diseñó los innovadores decorados de las producciones de Nazimova Camille y Salomé. Entre las que tuvieron una aventura amorosa confirmada con Nazimova están Eva Le Gallienne, la directora Dorothy Arzner, la escritora Mercedes de Acosta y la sobrina de Oscar Wilde, Dolly Wilde.
En 1927, se nacionalizó ciudadana de Estados Unidos. Nazimova vivió con su pareja Glesca Marshall desde 1929 hasta su muerte en 1945. Amiga de la actriz Edith Luckett y de su marido, Loyal Davis, Nazimova fue la madrina de la futura primera dama Nancy Davis Reagan.
Aunque estuvo afectada por un cáncer de mama, Nazimova falleció por una trombosis coronaria a los 66 años de edad en 1945, en el Hospital Good Samaritan de Los Ángeles, California, y fue enterrada en el cementerio Forest Lawn Memorial Park de Glendale, California.
Su contribución a la industria cinematográfica fue reconocida con la concesión de una estrella en el Paseo de la Fama de Hollywood.

## Legado
Nazimova ha sido retratada en el cine en tres ocasiones. Las primeras dos fueron películas biográficas sobre Rodolfo Valentino, The Legend of Valentino (1975), en la cual Alicia Bond hacía el papel de Nazimova, y Valentino (1977), en la cual es interpretada por Leslie Caron. La más reciente es Return to Babylon (2008), película silente sobre el cine mudo de Hollywood, donde es interpretada por Laura Harring.

## Filmografía

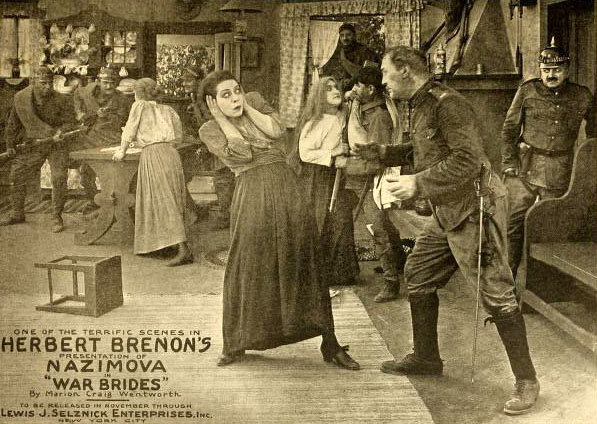
War Brides (1916).

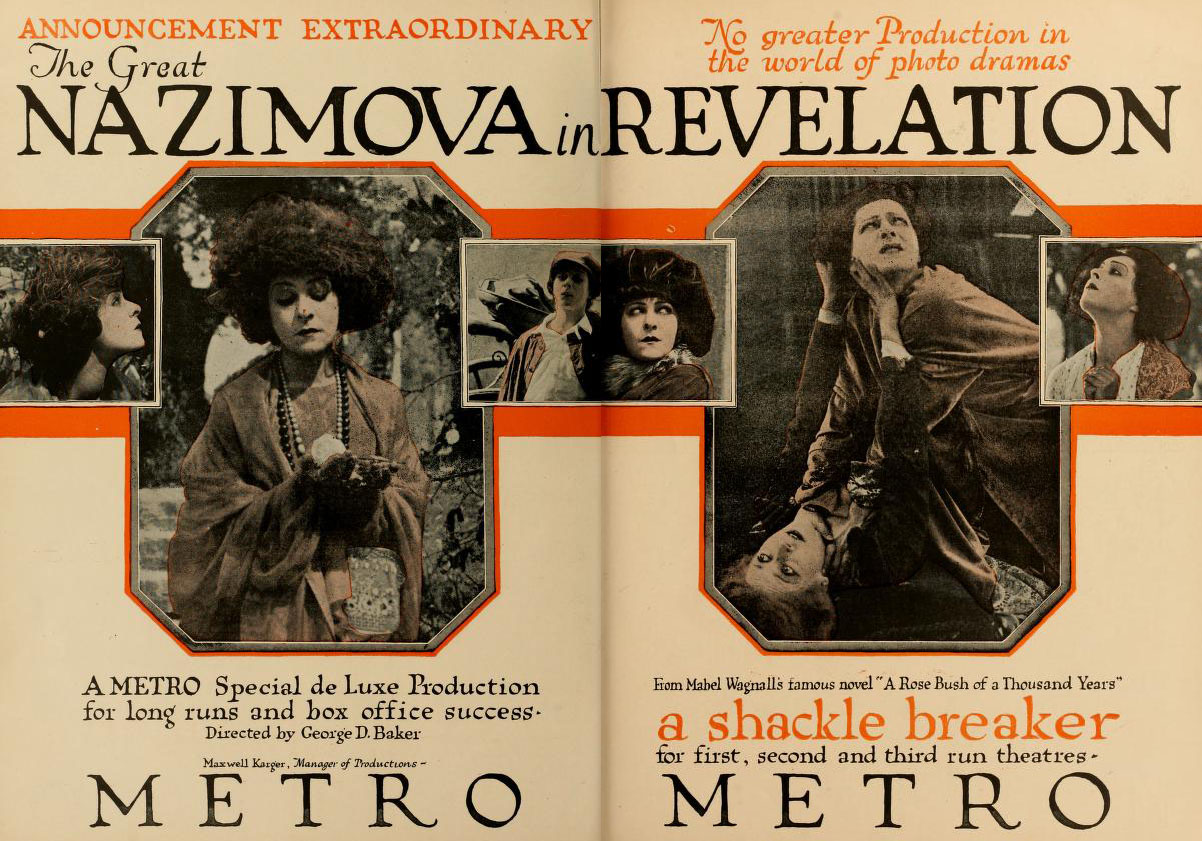
Revelation (1918).

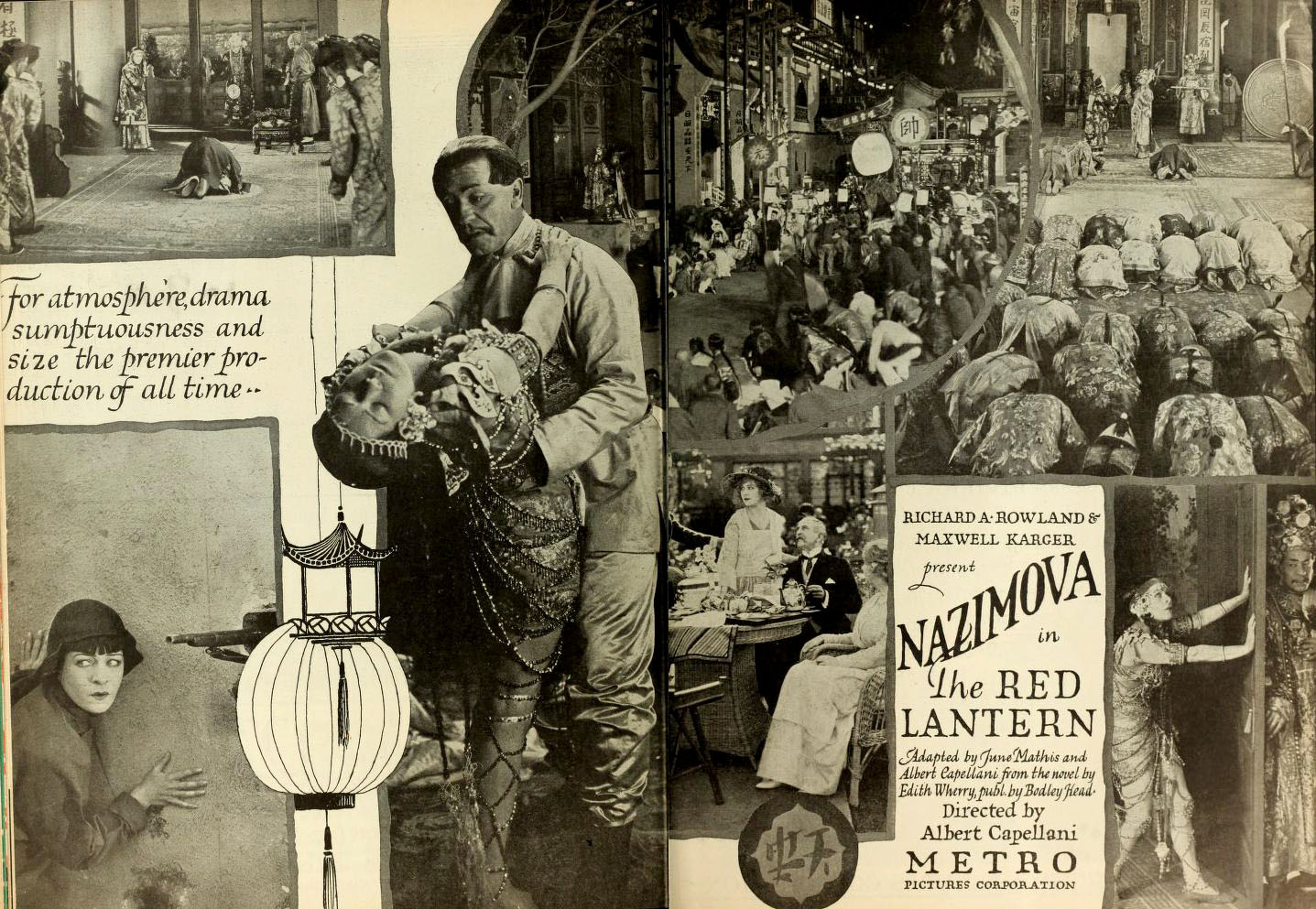
The Red Lantern (1919).

### Cine
| Año  | Título                     | Papel                           | Notas                                       |
| ---- | -------------------------- | ------------------------------- | ------------------------------------------- |
| 1916 | War Brides                 | Joan                            | Perdida                                     |
| 1918 | Revelation                 | Joline                          |                                             |
| 1918 | Toys of Fate               | Zorah/Hagah                     |                                             |
| 1918 | A Woman of France          |                                 |                                             |
| 1918 | Eye for Eye                | Hassouna                        | También productora y codirectora            |
| 1919 | Out of the Fog             | Faith y Eve                     |                                             |
| 1919 | The Red Lantern            | Mahlee y Blanche Sackville      |                                             |
| 1919 | The Brat                   | The Brat                        | También productora y escritora              |
| 1920 | Stronger Than Death        | Sigrid Fersen                   | También productora                          |
| 1920 | The Heart of a Child       | Sally Snape                     | También productora                          |
| 1920 | Madame Peacock             | Jane Gloring/Gloria Cromwell    | También productora y guionista (adaptación) |
| 1920 | Billions                   | Princesa Triloff                | También guionista (títulos) y editora       |
| 1921 | Camille                    | Margarita Gautier/Manon Lescaut |                                             |
| 1922 | A Doll's House             | Nora Helmer                     | También productora y guionista              |
| 1922 | Salomé                     | Salomé                          | También productora                          |
| 1924 | Madonna of the Streets     | Mary Carlson/Mary Ainsleigh     |                                             |
| 1925 | The Redeeming Sin          | Joan                            |                                             |
| 1925 | My Son                     | Ana Silva                       |                                             |
| 1940 | Escape                     | Emmy Ritter                     |                                             |
| 1941 | Blood and Sand             | Señora Augustias Gallardo       |                                             |
| 1944 | In Our Time                | Zofya Orvid                     |                                             |
| 1944 | The Bridge of San Luis Rey | Doña Maria - La Marquesa        |                                             |
| 1944 | Since You Went Away        | Zofia Koslowska                 |                                             |